# Donald III.
Donald III. (před rokem 1040 – 1099) byl král Skotska (Alby) v letech 1093 až 1097, s krátkým přerušením roku 1094. Byl druhým známým synem Duncana I.
Jeho aktivity v době vlády jeho staršího bratra Malcolma nejsou zaznamenány. Zdá se, že jeho bratr ho nepovažoval za dobrého kandidáta svého nástupce, ale místo toho upřednostňoval svého nejstaršího syna Eduarda. Jeho a Eduardova smrt při tažení do Northumbrie v listopadu 1093 tyto plány zhatily.
Podle Johna Forduna vpadl Donald do království v čele vojska a oblehl Edinburgh, kde se nacházeli Malcolmovi synové. Podle Forduna pak Malcolmovi synové odjeli do Anglie. Anglosaská kronika pouze uvádí, že se Donald stal králem a vyhnal Angličany ode dvora.
V květnu 1094 Donaldův synovec a Malcolmův syn Duncan pronikl v čele anglonormanského a northumbrijského vojska do Skotska. Tato výprava skončila jeho vítězstvím a Duncan byl jmenován skotským králem. Nicméně v zemi vypuklo povstání, které porazilo jeho spojence, Duncan byl nucen odvolat cizí vojska ze země a 12. listopadu 1094 byl zabit. Ulsterská kronika uvádí, že byl zabit na Donaldův a Edmundův příkaz.
Donald svou moc v zemi obnovil a za svého nástupce zřejmě určil Edmunda. Donald byl v té době již starý muž, který neměl žádného syna, a tak stanovení nástupce bylo nutností a Edmund tím získal v království velký vliv.
Edgar, nejstarší žijící Malcolmův syn, získal podporu anglického krále Viléma pro vpád do Skotska. Donaldův další osud je nejistý. Některé prameny uvádí, že byl zabit Davidem, pozdějším skotským panovníkem, Anglosaská kronika uvádí, že byl vyhnán a některé jiné prameny obsahují informaci o tom, že byl oslepen a uvězněn. Není jisté, kde byl pohřben po smrti, ale jeho ostatky byly později přemístěny na Ionu.